# Karol Gruszecki
Karol Gruszecki (ur. 4 listopada 1989 w Łodzi) – polski koszykarz występujący na pozycji rzucającego obrońcy lub niskiego skrzydłowego, obecnie zawodnik PGE Spójni Stargard. 
W latach 2015–2017 zawodnik klubu Stelmet BC Zielona Góra. Reprezentant Polski seniorów. Uczestnik mistrzostw Europy (2015). Były reprezentant Polski w kategoriach juniorskich (do lat 16, 18 i 20) i uczestnik mistrzostw Europy w każdej z tych kategorii wiekowych. Brązowy medalista Polskiej Ligi Koszykówki z sezonu 2014/2015 i laureat nagrody Największy Postęp PLK z tych samych rozgrywek.

## Kariera

### Kariera klubowa

#### Początki (do 2008)
Gruszecki początkowo uprawiał piłkę nożną, a do koszykówki przeniósł się w piątej klasie szkoły podstawowej. Jest wychowankiem ŁKS-u Łódź, z którym w sezonie 2005/2006 zadebiutował w rozgrywkach seniorskich na poziomie centralnym, rozgrywając 10 meczów w II lidze. Następnie przeniósł się do Warszawy, gdzie w sezonie 2007/2008 występował w OSSM PZKosz Warszawa (24 mecze w II lidze) i Polonii Warszawa (2 mecze w Polskiej Lidze Koszykówki), debiutując w drugim z tych klubów w rozgrywkach Polskiej Ligi Koszykówki.

#### Wyjazd do USA (2008–2013)

##### NJCAA (2008–2011)
Gruszecki następnie wyjechał do Stanów Zjednoczonych. W ciągu pierwszego roku w tym kraju nie mógł występować w oficjalnych rozgrywkach, a jedynie trenować – trenował wówczas z drużyną junior college'u z Kansas, występującą w rozgrywkach NJCAA. Przed sezonem 2009/2010 przeniósł się do innego zespołu z dywizji I tych rozgrywek – North Platte Community College, w której spędził 2 sezony. W tym czasie zdobył łącznie 1053 punkty (wówczas 10. wynik w historii college'u), zdobywając w sezonie 2010/2011 średnio po 19,4 punktu (24. wynik sezonu w dywizji I NJCAA), 5,3 zbiórki i 2,7 asysty na mecz.

##### NCAA (2011–2013)
Po zakończeniu gry w NJCAA (zawodnik w rozgrywkach tych może występować maksymalnie 2 sezony) przeniósł się do grającej w dywizji I NCAA drużyny Texas-Arlington Mavericks, reprezentującej uczelnię University of Texas at Arlington. W pierwszym sezonie (2011/2012) grał niewiele, spędzając na parkiecie przeciętnie około 8 minut w meczu i zdobywając w tym czasie średnio 2 punkty i 1 zbiórkę. Najlepsze osiągnięcia statystyczne, jakie udało mu się w tym czasie zdobyć wyniosły 8 punktów i 4 zbiórki. W drugim, a zarazem ostatnim sezonie w NCAA, Gruszecki został podstawowym zawodnikiem swojej drużyny – wystąpił we wszystkich 33 meczach ligowych, w 23 z nich występując w „pierwszej piątce”. Zdobywał średnio po 9,1 punktu i 2,6 zbiórki na mecz, ustanawiając swój rekord punktowy w tych rozgrywkach na poziomie 23 punktów. W całym sezonie oddał 61 celnych rzutów za 3 punkty, co było wówczas 10. najlepszym wynikiem w jednym sezonie w historii uczelni.

#### Powrót do Europy (od 2013)

##### Sezon 2013/2014
W sierpniu 2013 roku podpisał dwuletnią umowę z belgijskim Spirou Charleroi. Z klubem tym wystąpił w sezonie 2013/2014 w 10 meczach Eurocupu, w których, grając przeciętnie około 10 minut, zdobył łącznie 25 punktów, miał 7 zbiórek i 6 asyst. Ponadto rozegrał także 18 spotkań w lidze belgijskiej, gdzie zdobył 64 punkty (średnio 3,6 na mecz) i 19 zbiórek. Na początku marca 2014 roku został wypożyczony do Czarnych Słupsk. W drużynie tej do końca sezonu rozegrał 18 spotkań Polskiej Ligi Koszykówki, zdobywając w nich średnio po 5,8 punktu i 1,6 zbiórki na mecz.

##### Sezon 2014/2015
Latem 2014 roku rozwiązał obowiązującą go jeszcze na sezon 2014/2015 umowę ze Spirou Charleroi i podpisał nową, dwuletnią umowę z Czarnymi Słupsk. W drugim sezonie w Czarnych, a pierwszym po związaniu się z klubem nowym kontraktem, stał się podstawowym zawodnikiem zespołu. W styczniu 2015 roku, w meczu ligowym z Polpharmą Starogard Gdański zdobył 35 punktów. Wynik ten był w momencie jego osiągnięcia drugim najlepszym wynikiem punktowym osiągniętym przez polskiego koszykarza w jednym meczu Polskiej Ligi Koszykówki od sezonu 2003/2004 (w tym okresie więcej punktów (38) zdobył Marcin Sroka, a tyle samo (35) Andrzej Pluta (dwukrotnie), Dardan Berisha i Przemysław Karnowski). W marcu 2015 roku został wybrany Zawodnikiem Miesiąca Polskiej Ligi Koszykówki.
W sumie w całym sezonie rozegrał 35 spotkań ligowych, z których 22 rozpoczynał w „pierwszej piątce”. Zdobywał przeciętnie po 14,6 punktu i 5,3 zbiórki na mecz. Wraz z drużyną Czarnych zdobył brązowy medal Polskiej Ligi Koszykówki. Indywidualnie wyróżniony został nagrodą Największy Postęp PLK, a także został wybrany do „pierwszej piątki” rozgrywek ligowych.

##### Sezon 2015/2016
W trakcie sezonu 2014/2015 Gruszecki rozwiązał umowę z Czarnymi Słupsk na sezon 2015/2016, w związku z czym po zakończeniu sezonu 2014/2015 stał się wolnym zawodnikiem. 4 sierpnia 2015 podpisał dwuletni kontrakt z klubem Stelmet BC Zielona Góra. Z drużyną tą 7 października 2015 zdobył Superpuchar Polski. Zadebiutował z nią także w rozgrywkach Euroligi.
4 lipca 2017 podpisał dwuletnią umowę z zespołem Polskiego Cukru Toruń.
15 lipca 2020 został zawodnikiem Trefla Sopot. 28 czerwca 2022 dołączył do PGE Spójni Stargard.

### Kariera reprezentacyjna

#### Reprezentacje juniorskie
Gruszecki występował w reprezentacjach juniorskich Polski (do lat 16, 18 i 20). Wraz z kadrą do lat 16 w 2005 wystąpił na mistrzostwach Europy w tej kategorii wiekowej, zdobywając średnio po 5 punktów i 3,6 zbiórki. Wraz z reprezentacjami do lat 18 i 20 wziął także udział w mistrzostwach Europy dywizji B w tych kategoriach wiekowych – odpowiednio w pierwszej z nich w 2007 (średnio 8,4 punktu i 2 zbiórki) i w drugiej w 2008  (średnio 5,3 punktu i 3,1 zbiórki).

#### Reprezentacja seniorska
W czerwcu 2015 Gruszecki został powołany na zgrupowanie seniorskiej reprezentacji Polski przed Mistrzostwami Europy w Koszykówce Mężczyzn 2015. W kadrze zadebiutował 1 sierpnia 2015 w wygranym 70:52 meczu towarzyskim z Czechami, w którym wystąpił w „pierwszej piątce”, zdobywając 3 punkty. Znalazł się w kadrze Polski na turniej finałowy Mistrzostw Europy w Koszykówce Mężczyzn 2015, w którym zagrał w 5 meczach, zdobywając w sumie 7 punktów. Imprezę tę Polska ukończyła na 11. pozycji, przegrywając w 1/8 finału z Hiszpanią.

## Osiągnięcia
Stan na 20 lutego 2023, na podstawie, o ile nie zaznaczono inaczej.
NJCAA
- Uczestnik turnieju NJCAA (2010)
- Mistrz regionu IX NJCAA (2010)
- Zaliczony do:
  - I składu:
    - regionu IX (2011)
    - turnieju regionu IX (2010)

  - II składu konferencji NCCAC (2010)

NCAA
- Mistrz sezonu regularnego konferencji Southland (2012)
- Zaliczony do I składu turnieju konferencji Western Athletic (WAC – 2013)
- Uczestnik I rundy turniejów:
  - CollegeInsider.com Postseason Tournament (CIT – 2013)
  - National Invitation Tournament (NIT – 2012)

Drużynowe
- Mistrz Polski (2016[28], 2017[29])
- Wicemistrz Polski (2019)[30]
- Brązowy medalista mistrzostw Polski (2015, 2018)[14]
- Zdobywca: 
  - Pucharu Polski (2017, 2018)
  - Superpucharu Polski (2015, 2018)[18][31]
- Finalista:
  - Pucharu Polski (2016[32], 2020[33])
  - Superpucharu Polski (2016)[34]

Indywidualne
- MVP:
  - Pucharu Polski (2018[35])
  - Superpucharu Polski (2018)[31]
  - kolejki TBL (9 - 2018/2019)[36]
- Największy Postęp PLK (2015)[37]
- Najbardziej wytrwały zawodnik Energa Basket Ligi w sezonie 2018/19[38]
- Zaliczony do I składu:
  - PLK (2015)[15]
  - kolejki EBL (12 – 2021/2022)[39]
- Zawodnik Miesiąca Polskiej Ligi Koszykówki (marzec 2015)[12]
- Finalista konkursu rzutów za 3 punkty EBL (2023)[40]
- Uczestnik konkursu wsadów podczas pucharu EBL (2018)[41]

Reprezentacja
- Brązowy medalista mistrzostw Europy U–18 dywizji B (2007)
- Uczestnik mistrzostw:
  - świata (2019 – 8. miejsce[42])
  - Europy:
    - 2015 – 11. miejsce, 2017 – 18. miejsce
    - U–20 Dywizji B (2008 – 13. miejsce)
    - U–16 (2005 – 15. miejsce)
    - U–18 dywizji B (2008 – 13. miejsce)